# Baconaoscia negreai
Baconaoscia negreai är en kräftdjursart som beskrevs av Albert Vandel 1981. Baconaoscia negreai ingår i släktet Baconaoscia och familjen Philosciidae. Inga underarter finns listade i Catalogue of Life.